# Kulturministeriet
Kulturministeriet är ett danskt ministerium som upprättades 1961 som Ministeriet for Kulturelle Anliggender med Julius Bomholt som den första ministern.
Ministeriets ansvarsområden är: Skapande konst, musik, teater, film, bibliotek, arkiv, museer, kulturminnesvård och bevarande, arkeologi och forntidsminnen samt gymnasieutbildning inom de konstnärliga områdena. Förutom detta kommer offentligt kulturella ändamål, upphovsrätt, radio och tv, idrott samt kulturella förbindelser med utlandet, inklusive Norden och EU.
Kulturministeriets väsentliga uppgifter berör departementets och styrelsens ministerrådgivning och lagmässiga initiativ samt de styrelsemässiga uppgifterna i förhållande till bl.a. de statliga och statligt erkända kulturinstitutionerna och institutioner som mottar bidrag.
Ministerområdet omfattar 42 statsinstitutioner. Det ges bidrag till omkring 1 000 institutioner.
Från och med 2022 är Jakob Engel-Schmidt från Moderaterne kulturminister.

## Institutioner[3]
- Akademiraadet
- Dansk Sprognævn
- Det Danske Filminstitut
- Det Kongelige Bibliotek
- Det Kongelige Teater
- Rigsarkivet
- Statens Værksteder for Kunst

Statliga konstnärliga utbildningsinstitutioner

- Den Danske Filmskole
- Den Danske Scenekunstskole
- Det Jyske Musikkonservatorium
- Det Kongelige Danske Musikkonservatorium
- Kunstakademiets Billedkunstskoler
- Rytmisk Musikkonservatorium
- Syddansk Musikkonservatorium

Statliga museer

- Den Hirschsprungske Samling
- Det Grønne Museum
- Nationalmuseet
- Ordrupgaard
- Statens Museum for Kunst